# Echinodorus berteroi
Echinodorus berteroi là một loài thực vật có hoa trong họ Alismataceae. Loài này được (Spreng.) Fassett mô tả khoa học đầu tiên năm 1955.